# Новобурасский район
Новобура́сский райо́н — административно-территориальная единица (район) и муниципальное образование (муниципальный район) в Саратовской области России.
Административный центр — рабочий посёлок (посёлок городского типа) Новые Бурасы.

## География
Расположен на севере области, в северной части Правобережья, на Приволжской возвышенности. Климат района континентальный, характеризуется жарким летом и холодной зимой. Холодный период — ноябрь — март, число дней со снежным покровом 134 дня. Толщина снежного покрова колеблется от 28—35 см; преимущественное направление склонов, используемых для прокладки горнолыжных трасс — северо-восточное.
Район расположен на границе лесостепной и степной зон. Пересечённый рельеф местности, покрытые лесами отроги возвышенностей вместе с многочисленными прудами создают специфический пейзаж района.
Через район проходит железнодорожная линия Приволжской железной дороги Аткарск — Сенная — Вольск (на территории района станции Подснежная, Бурасы).
Территория района — 1,7 тыс. км². Протяжённость автодорог общего пользования с твёрдым покрытием — 262,5 км.

## История
Район образован 23 июля 1928 года в составе Вольского округа Нижне-Волжского края.
С 1934 года район в составе Саратовского края, с 1936 года — в Саратовской области.
До 1941 года в Новобурасском районе было два немецких хутора Немецкая Таволожка (Немецкий хутор) и Русский родник (АССР НП). В августе 1941 года населения данных хуторов было депортировано в Сибирь.
10 июня 1959 года к Новобурасскому району была присоединена часть территории упразднённого Вязовского района.

## Население
| 1989    | 2002    | 2009    | 2010    | 2011    | 2012    | 2013    |
| ------- | ------- | ------- | ------- | ------- | ------- | ------- |
| 16 860  | ↗18 188 | ↘16 717 | ↘16 359 | ↘16 354 | ↘16 226 | ↘16 117 |
| 2014    | 2015    | 2016    | 2017    | 2018    | 2019    | 2020    |
| ↘16 078 | ↗16 123 | ↗16 159 | ↗16 179 | ↘16 027 | ↘15 823 | ↘15 605 |
| 2021    |         |         |         |         |         |         |
| ↘15 241 |         |         |         |         |         |         |

### Урбанизация
В городских условиях (пгт Новые Бурасы) проживают 38.03 % населения района.

### Национальный состав
Это один из многонациональных районов со значительной долей татар, чувашей, украинцев.

## Муниципально-территориальное устройство
В Новобурасский муниципальный район входят 3 муниципальных образований, в том числе 1 городское поселение и 2 сельских поселения:
| №        | Муниципальное образование               | Административный центр       | Количество населённых пунктов | Население | Площадь, км2 |
| -------- | --------------------------------------- | ---------------------------- | ----------------------------- | --------- | ------------ |
| 1e-06    | Городское поселение:                    |                              |                               |           |              |
| 1        | Новобурасское муниципальное образование | рабочий посёлок Новые Бурасы | 15                            | ↘9023     | 815,64       |
| 1.000002 | Сельские поселения:                     |                              |                               |           |              |
| 2        | Белоярское муниципальное образование    | посёлок Белоярский           | 9                             | ↗2547     | 369,85       |
| 3        | Тёпловское муниципальное образование    | село Тёпловка                | 14                            | ↘3671     | 549,53       |

В рамках организации местного самоуправления в 2005 году в новообразованном муниципальном районе были созданы 1 городское и 7 сельских поселений. В 2013 году из них были упразднены следующие муниципальные образования: Динамовское (включено в Новобурасское), Аряшское (включено в Тёпловское), Малоозёрское (включено в Белоярское). В 2018 году были упразднены Елшанское и Лоховское муниципальные образования (включены в Новобурасское).

## Населённые пункты
В Новобурасском районе 38 населённых пунктов, в том числе 37 сельских и 1 городской (рабочий посёлок).
| №  | Населённый пункт | Тип             | Население | Муниципальное образование |
| -- | ---------------- | --------------- | --------- | ------------------------- |
| 1  | Александровка    | деревня         | 34        | Новобурасское             |
| 2  | Алешкино         | деревня         | 13        | Новобурасское             |
| 3  | Аряш             | село            | ↘562      | Тепловское                |
| 4  | Белоярский       | посёлок         | ↗1248     | Белоярское                |
| 5  | Бессоновка       | деревня         | ↘112      | Новобурасское             |
| 6  | Бурасы           | посёлок         | ↘507      | Новобурасское             |
| 7  | Вихляйка         | посёлок         | ↘142      | Белоярское                |
| 8  | Воронцовка       | село            | 12        | Тепловское                |
| 9  | Голицыно         | село            | ↘142      | Тепловское                |
| 10 | Гремячка         | село            | ↘502      | Новобурасское             |
| 11 | Динамовский      | посёлок         | ↘723      | Новобурасское             |
| 12 | Екатериновка     | деревня         | 0         | Тепловское                |
| 13 | Елховка          | деревня         | 0         | Тепловское                |
| 14 | Елшанка          | село            | ↘496      | Новобурасское             |
| 15 | Жедринка         | село            | 43        | Белоярское                |
| 16 | Знание           | посёлок         | ↘150      | Новобурасское             |
| 17 | Ириновка         | село            | ↘368      | Тепловское                |
| 18 | Карабулак        | посёлок         | 8         | Тепловское                |
| 19 | Ключевка         | село            | 17        | Белоярское                |
| 20 | Красная Речка    | село            | ↘107      | Новобурасское             |
| 21 | Кутьино          | село            | ↘378      | Белоярское                |
| 22 | Леляевка         | село            | ↘370      | Белоярское                |
| 23 | Лох              | село            | ↘683      | Новобурасское             |
| 24 | Малая Каменка    | село            | 17        | Новобурасское             |
| 25 | Малые Озёрки     | село            | ↘329      | Белоярское                |
| 26 | Марьино-Лашмино  | село            | ↘495      | Новобурасское             |
| 27 | Медведицкий      | посёлок         | ↘193      | Новобурасское             |
| 28 | Меркуловский     | посёлок         | 56        | Белоярское                |
| 29 | Михайловка       | деревня         | 34        | Новобурасское             |
| 30 | Новоалексеевка   | село            | ↘194      | Тепловское                |
| 31 | Новые Бурасы     | рабочий посёлок | →5796     | Новобурасское             |
| 32 | Орлов            | хутор           |           | Тепловское                |
| 33 | Радищево         | село            | ↗134      | Тепловское                |
| 34 | Рыбхоз           | село            | 20        | Тепловское                |
| 35 | Скат             | посёлок         | 36        | Белоярское                |
| 36 | Тарханы          | село            | 47        | Тепловское                |
| 37 | Тёпловка         | село            | ↘1828     | Тепловское                |
| 38 | Чернышевка       | село            | ↘489      | Тепловское                |

## Экономика
Район сельскохозяйственный, крупный производитель товарного зерна, подсолнечника, продукции животноводства, в том числе свиноводства. Важное значение имеет разведение рыбы в прудовых хозяйствах на реке Чардым.
На территории района находится Воронцовское месторождение известняков (район деревни Воронцовка). В Тепловке расположены два крупных известковых карьера.

## Достопримечательности
Между Новыми Бурасами и селом Лох находится лесное урочище «Лоховские Ямы», где водятся олени, лоси, кабаны, белки, зайцы.

Встречаются здесь отдельные холмы и невысокие горы, например гора Кудеярова около села Лох.
В этой горе есть пещера, местами выложенная камнем. Существует предание, будто в этой пещере укрывался
со своим отрядом сподвижник Степана Разина Кудеяр, про которого сложено немало песен и легенд.
Пещера полностью не обследована, потому, что её свод кое — где обвалился.
Место это часто посещают школьники, но какие тайны хранит Кудеярова пещера — пока неизвестно.

Между станцией Бурасы и селом Ивановка, где находится ботанический заказник «Моховое болото», много северных видов трав, которых нет в других районах области. Это единственное настоящее болото в юго-восточной засушливой лесостепи.
В центральной части Новобурасского района в экологически чистом регионе (с. Тёпловка) планируется построить горнолыжный комплекс. 90 % территории данного участка занято лесами 1-й группы, здесь преобладают дуб, клён, липа, береза. Продолжительности зимнего периода, мощность снегового покрова, перепад высот позволяют в данном регионе создать горнолыжный комплекс, при разработке которого учитывалась возможность проведения на территории соревнований по некоторым видам горнолыжного спорта — специальному слалому и сноуборду.